# Coloconger eximia
Coloconger eximia är en fiskart som först beskrevs av Castle, 1967.  Coloconger eximia ingår i släktet Coloconger och familjen Colocongridae. Inga underarter finns listade i Catalogue of Life.